# سیدو کیتا
سیدو کیتا (زادهٔ ۱۶ ژانویه ۱۹۸۰) بازیکن فوتبال مالیایی است که در پست دفاع و هافبک بازی میکرد. کیتا، که به نام‌هایی همچون سیدوبیلن و رد سیدو مشهور است، خواهرزاده بازیکن فوتبال مشهور آفریقایی، سلیف کیتا است که موفق شد عنوان بازیکن سال آفریقا را نیز تصاحب کند. پسرخاله او، محمد سیسوکو، بازیکن سابق باشگاه یوونتوس ایتالیا میباشد. هر دوی این بازیکنان در نقشی مشابه در زمین به میدان می‌رفتند؛ هافبک دفاعی مرکزی. وی با ۱۰۲ بازی ملی و ۲۵ گل ملی در کشور مالی رکورد دار هست.